# Nagy Mór
Branyicskai Nagy Mór (Szászváros, 1850. február 5. – Kolozsvár, 1910. április 30.) jog- és államtudományok doktora, városi tanácsos.

## Élete
Nagy Leopold és Bacskády Friderika fia. Atyja, aki 1848-49-ben vérbíró volt Hunyad megyében és emiatt várfogságot szenvedett, midőn kiszabadult, Kolozsvárra költözött családjával és ott ügyvédi irodát nyitott. Nagy az ottani református kollégiumban tanult (egyszersmind házitanító volt Esterházy Kálmán gróf kolozs megyei főispán családjánál) és a kolozsvári egyetemen folytatta jogi tanulmányait, ahol a jog- és államtudományok doktorává avatták. 1874-ben Kolozsvár város szolgálatába lépett mint elnöki titkár, csakhamar árvaszéki ülnök és 1880-ban városi tanácsos lett és ezen állásában volt később helyettes polgármesteri ranggal. A kolozsvári egyetemen az államtudományi vizsgálóbizottság külső tagja volt. Szépirodalmi munkásságát Kolozsvár város törvényhatósága 1899-ben az ezredévi örök alapítványból 500 forint versenydíjjal jutalmazta.
Munkatársa volt az 1870-es és 1880-as években a Keletnek, a Magyar Polgárnak és az Erdélyi Híradónak (1888. Schiller, Az élet játéka ford. sat.), a Magyarságnak és a Vasárnapi Ujságnak (1895. költ.); iránycikkeket, tárcákat, színikritikákat és főképp költeményeket irt.

## Munkái
- Viszhang az Énekek Énekére. Kolozsvár, 1889. (Ism. Prot. Egyh. és Iskolai Lap 19. sz.).
- Lenauból. Kolozsvár, 1892., 1899. Két kötet. (Ism. Erdélyi Hiradó 276. sz. Vasárnapi Ujság 1893. 5. sz., Budapesti Hirlap 1899. 175. sz.).
- Kolozsvári virágok. Kolozsvár, 1894. (Ism. Főv. Lapok 1893. 358. sz., Erdélyi Hiradó 279. sz., Vasárnapi Ujság 1894. 21. sz.).
- Jób könyve. Kolozsvár, 1895.
- Őszi gond. Kolozsvár, 1896.
- Pál apostol a rómabeliekhez írott levélben. Kolozsvár, 1897. (Ism. Vasárn. Ujság 22. sz.).
- Esti fény. Kolozsvár, 1897. (Ism. Vasárn. Ujság 36. sz.).
- Ifjúkori emlékek. Kolozsvár, 1898. (Ism. Vasárn. Ujság 34. sz.).
- Merengés. Kolozsvár, 1898.
- Közmondások költészete. Kolozsvár, 1898.
- Homerosz Iliasza. Kolozsvár, 1899. (I. füzet 1-4. ének). Ezen munkák mind költemények vagy műfordítások.